# Viața învinge
Viața învinge este un film dramatic românesc din 1951 regizat de Dinu Negreanu. Rolurile principale au fost interpretate de actorii George Vraca și Irina Răchițeanu. Este bazat pe piesa de teatru Iarbă rea de Aurel Baranga. Este un film de propagandă politică.

## Prezentare
Profesorul comunist Dan Olteanu (George Vraca) zădărnicește încercările unei puteri străine de a pune mâna pe planurile unui nou proces industrial. Spiridon Dumitrescu (Ion Henter), intelectualul care rămâne fidel vechiului regim liberal, este personajul negativ al acestui film.

## Distribuție
- George Vraca - profesorul Dan Olteanu
- Irina Răchițeanu - Anca Olteanu, soția lui Dan
- Jules Cazaban - colonelul Jack Paleologu
- Fory Etterle - inginerul Tașcă
- Ion Lucian - Virgil Sachelarie, asistentul profesorului Olteanu
- Grigore Vasiliu-Birlic - Mișu
- Mircea Constantinescu - profesorul Cristea
- Graziela Albini
- Sanda Costiniu
- Ion Henter - agentul străin Spiridon Dumitrescu
- Gheorghe Ionescu Gion

## Primire
Filmul a fost vizionat de 1.373.382 de spectatori în cinematografele din România, după cum atestă o situație a numărului de spectatori înregistrat de filmele românești de la data premierei și până la data de 31 decembrie 2014 alcătuită de Centrul Național al Cinematografiei.
Bujor T. Râpeanu consideră filmul ca o dramă politică pe tema „luptei pentru o știință legată de practică, pusă în slujba construirii socialismului, liberă de influența ideologiei imperialiste”, puternic marcată de cultul luptei de clasă în epoca Războiului Rece.

## Titlul în alte limbi
În Uniunea Sovietică filmul a fost distribuit ca Жизнь побеждает, în Republica Democrată Germană ca Das Leben siegt (premiera la 22 august 1951), în Suedia ca Livet segrar (premiera la 13 octombrie 1951), iar în SUA este cunoscut ca Life Triumphs.